# Tromba

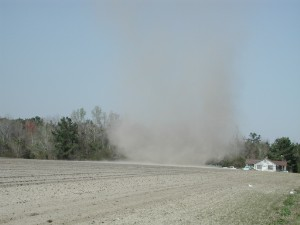
Prachový vír u Johnsonville, South Carolina

Tromba je atmosférický vír s nehorizontální osou rotace. Průměr tromb se pohybuje v rozmezí decimetrů po stovky metrů.
V historii meteorologie byl pojem tromba používán různě. V české meteorologii se rozeznávají malé a velké tromby. Oba termíny přinesl do české meteorologie Stanislav Hanzlík, který je přejal od Alfreda Wegenera.

## Malé tromby

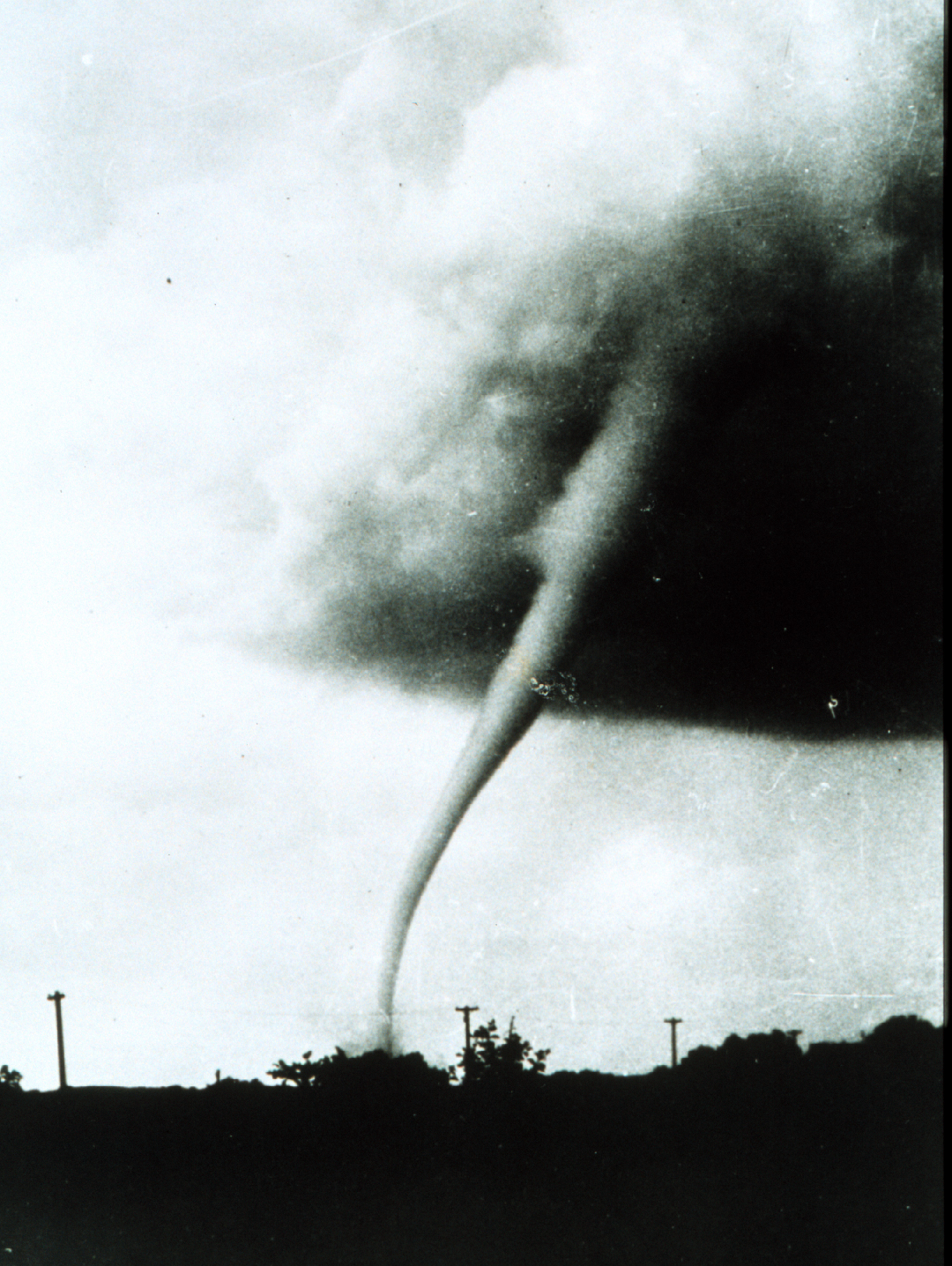
Velká tromba nad Manhattanem ve státě Kansas, 31. května 1949

Jsou menší přízemní víry, s rozměry od několika decimetrů po jednotky metrů. Jejich existenci signalizuje přítomnost vířícího prachu, písku, listí, apod. Malé tromby vznikají při přehřátí zemského povrchu (poušť, pole, letištní plocha, apod.). V pojetí Stanislava Hanzlíka byly jako malé tromby označovány od země rostoucí víry, které způsobují škody. Současný Meteorologický slovník výkladový a terminologický definuje malou trombu pouze z pohledu jejího vzniku – nikoli škod, proto mohou být za malou trombu pokládány i malé drobné víry, které jsou lidově označovány jako rarášci, raraši, čertíci či polednice.
Písečné víry a prašné víry jsou malé tromby, které vznikají u rozpáleného zemského povrchu a mají vzestupnou tendenci. Jsou zbarvené prachem či pískem, který zdvihají. Ve výjimečných případech může tato tromba „vyrůst“ až do výšky několika kilometrů. Mohou vznikat i za úplně jasného počasí a jejich účinky většinou nejsou nikterak ničivé (ve výjimečných případech však mohou být velmi nebezpečné).

## Velké tromby
Vyskytují se nejčastěji v souvislosti s výskytem bouřkových oblaků cumulonimbus (kumulonimbus). Podmínky pro vznik tromby jsou velmi specifické. Musí dojít ke střetnutí velmi vlhkého vzduchu (většinou oceánského) se vzduchem velmi teplým a suchým (pevninským). Vzhled tromby je nálevkovitý, popř. trychtýřovitý. V počátečním stádiu, kdy se tromba nedotýká zemského povrchu, je označována jako tuba (zvláštnost oblaku). V případě, že byla pozorována tuba, která způsobí na zemském povrchu nějaké škody, což lze považovat za důkaz, že tromba dosáhla země, je klasifikována stupněm F0 až F5 Fujitovy stupnice (podle závažnosti škod které způsobí).
Ani meteorologové nejsou v používání pojmu tromba nijak důslední, děje se tomu nejen pod vlivem médií, ale také díky faktu, že jednoslovný pojem tromba v současnosti zahrnuje dva atmosférické jevy, které se velice liší svým vznikem. Pojem tromba v určitém období odpovídal nyní vcelku zdomácnělému pojmu tornádo, jehož užívání ovšem někteří jazykoví puristé[kdo?] i vědci[kdo?] berou jako selhání meteorologie, jež by se měla zasazovat o české názvosloví.[zdroj?]

Výrazný prachový vír (kód stavu počasí – 08)
Smršť (tromba) v poslední hodině (kód stavu počasí – 19)